# Jacob Lurie
Jacob Alexander Lurie (Washington, D.C., 7 de dezembro de 1977) é um matemático estadunidense.
Foi palestrante convidado (Invited Speaker) no Congresso Internacional de Matemáticos de 2010 em Hyderabad (Moduli problems for ring spectra). Em 2014 recebeu com outros quatro matemáticos o Breakthrough Prize in Mathematics.

## Obras
- Higher Topos Theories, Annals of Mathematical Studies 170, Princeton University Press 2009, arxiv
- Derived Algebraic Geometry, Partes 1-6, Dissertações e Preprints 2007 a 2009 (Arxiv)
- On the classification of topological field theories, Preprint 2009
- Higher Algebra (Livro)